# Maximilian zu Wied-Neuwied
Maximilian Alexander Philipp zu Wied-Neuwied (Neuwied, 23 de setembro de 1782 — Neuwied, 3 de fevereiro de 1867) foi um príncipe renano que esteve no Brasil no início do século XIX, onde estudou a flora, a fauna e as tribos indígenas. Foi um naturalista, etnólogo e explorador alemão.

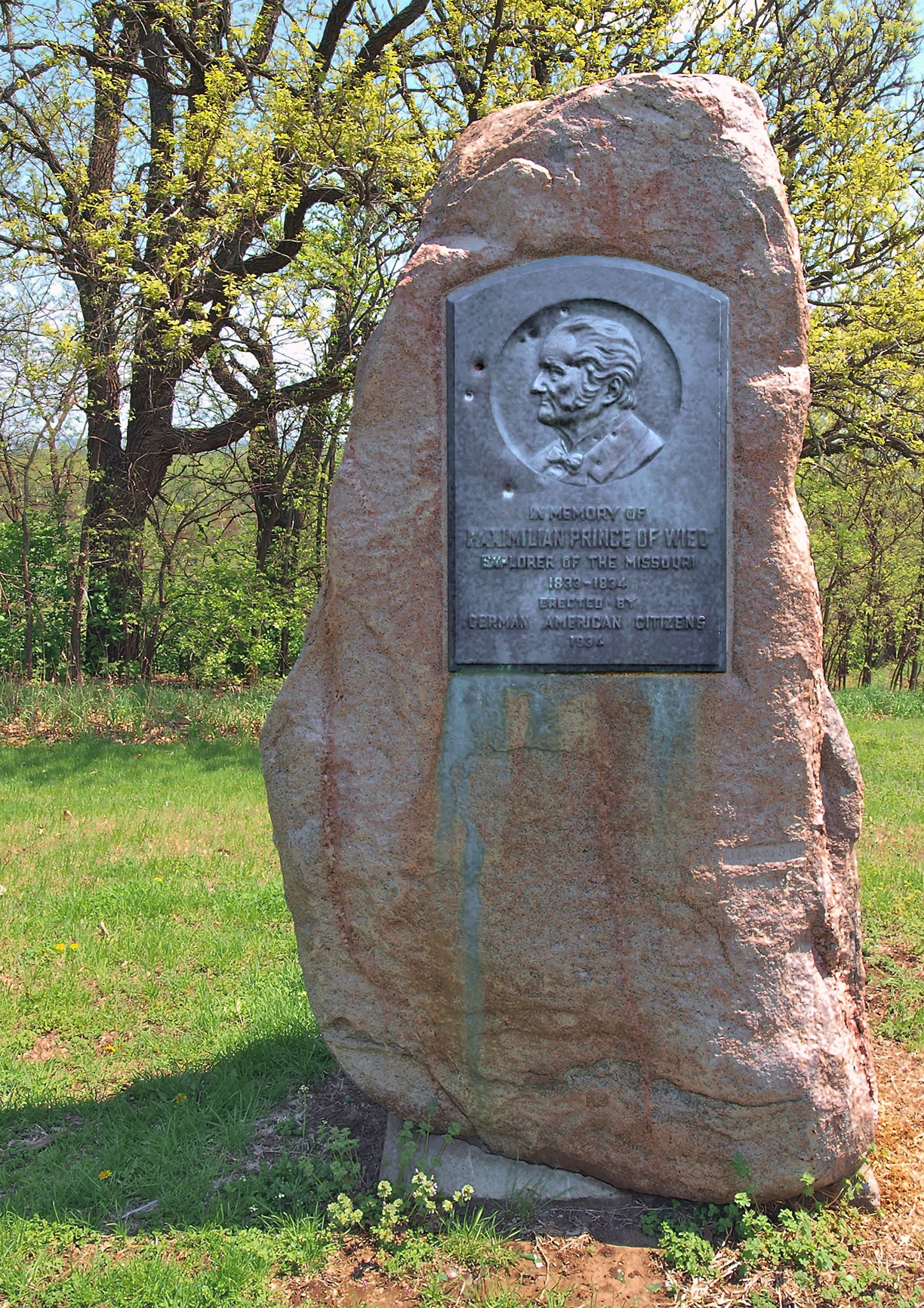
Memorial para Maximilian Alexander Philipp zu Wied-Neuwied em Mount Vernon Gardens, Omaha, Nebraska, Estados Unidos.

## Viagem ao Brasil
Foi o autor de Viagem ao Brasil, publicado por volta de 1820 com detalhadas descrições sobre tudo o que pôde observar. Contou com o apoio de dois auxiliares alemães, Georg Wilhelm Freyreiss e Friedrich Sellow, com experiência em coleta e preparação de animais.

### ÍndiosCariris
Em seu percurso rumo a Salvador, Maximiliano passa pela ilha de Itaparica, e afirma que a região era habitada pelos Kiriris ou Cariris, tribo dos tapuias. Em carta, cita que "estão todos civilizados, são todos soldados.”

### Salvador
Chegou ao Brasil em 1815 com o pseudônimo de Max von Braunsberg. Por dois anos pesquisou o litoral e regiões do interior do Rio de Janeiro, Espírito Santo e do sul da Bahia, chegando a Salvador em suas viagens de pesquisa. Reuniu, entre outros objetos etnológicos, vocabulários e utensílios de tribos indígenas (como a dos Botocudos), plantas e animais.
Em 1817 passou no Arraial da Conquista, atualmente a cidade de Vitória da Conquista, Bahia, fazendo então no seu livro "Viagem ao Brasil" o relato mais importante desta cidade e região, que nos tempos atuais são conhecidos daquela época.
Em 1821, no segundo volume de seu livro, Neuwied descreveu um tipo de anfíbio pertencente à família Bufonidae e o classificou como Bufo crucifer, nome dado devido ao efeito ótico do arranjo de manchas ao longo da vértebra, o que dava a impressão de uma sequência de cruzes.
Em sua época a natureza tropical foi assumida pelos integrantes do movimento romântico como motivo maior de orgulho nacional, e o príncipe foi dos que registraram esse novo tipo de sensibilidade. Em seu relato de viagem, comentou:
"Até agora, a natureza realizou mais para o Brasil do que o homem: contudo, após a vinda do rei, muito se tem feito em benefício do país."
Por outro lado, como comenta a «Brasiliana» abaixo citada, «o século XIX, conservador, valoriza o Estado e a família, como se seus próprios códigos de organização e conduta fossem princípios universais indicadores de perfeição. Assim, o ´primitivo´ perde a conotação de liberdade e virtude que possuiu no Século das Luzes e passa a indicar incompletude, inferioridade. O primitivo estaria na fronteira entre o animal e o humano. O príncipe de Wied-Neuwied descreveu da seguinte maneira os botocudos:
«Domina as suas faculdades intelectuais a sensualidade mais grosseira, o que não impede que sejam às vezes capazes de julgamento sensato e até de uma certa agudeza de espírito. (…) Mas, como não são guiados por nenhum princípio moral, nem tampouco sujeitos a quaisquer freios sociais, deixam-se levar inteiramente pelos seus sentidos e pelos seus instintos, tais como a onça nas matas.»